# Bassus albifasciatus
Bassus albifasciatus is een vliesvleugelig insect uit de familie van de schildwespen (Braconidae). De wetenschappelijke naam van de soort werd, als Microdus albifasciatus, voor het eerst geldig gepubliceerd in 1934 door Chihisa Watanabe.

## Type
- holotype: "female, IX.1912"
- instituut: DEI, Berlijn, Eberswalde, Duitsland
- typelocatie: "Formosa (Taiwan), Koshun"